# Bordtennis under sommer-OL 1988
Bordtennis under sommer-OL 1988. Bordtennis var med på det olympiske program for første gang i 1988 i Seoul. Der blev spillet både single- og doubleturneringer for herrer og for damer. Alle guldmedaljerne blev vundet af asiatiske spillere. 

## Medaljer
| Bordtennis OL 1988 Seoul | Bordtennis OL 1988 Seoul | Bordtennis OL 1988 Seoul | Bordtennis OL 1988 Seoul | Bordtennis OL 1988 Seoul | Bordtennis OL 1988 Seoul |
| ------------------------ | ------------------------ | ------------------------ | ------------------------ | ------------------------ | ------------------------ |
| Nr.                      | Land                     | Guld                     | Sølv                     | Bronze                   | Totalt                   |
| 1.                       | Kina                     | 2                        | 2                        | 1                        | 5                        |
| 2.                       | Sydkorea                 | 2                        | 1                        | 1                        | 4                        |
| 3.                       | Jugoslavien              | 0                        | 1                        | 1                        | 2                        |
| 3.                       | Sverige                  | 0                        | 0                        | 1                        | 1                        |
| Totalt                   | Totalt                   | 4                        | 4                        | 4                        | 12                       |

## Herrer

### Single
| Placering | Udøvere         | Land |
| --------- | --------------- | ---- |
| 1.        | Yoo Nam-kyu     | KOR  |
| 2.        | Kim Ki-taik     | KOR  |
| 3.        | Erik Lindh      | SWE  |
| 4.        | Tibor Klampár   | HUN  |
| 5.        | Jiang Jialiang  | CHN  |
| 6.        | Chen Longcan    | CHN  |
| 7.        | Jörgen Persson  | SWE  |
| 8.        | Jan-Ove Waldner | SWE  |

### Double
| Placering | Udøvere                          | Land |
| --------- | -------------------------------- | ---- |
| 1.        | Chen Longcan Wei Qingguang       | CHN  |
| 2.        | Ilija Lupulesku Zoran Primorac   | YUG  |
| 3.        | Ahn Jae-hyung Yoo Nam-kyu        | KOR  |
| 4.        | Kim Ki-taik Kim Wan              | KOR  |
| 5.        | Jiang Jialiang Xu Zengcai        | CHN  |
| 6.        | Andrej Grubba Leszek Kucharski   | POL  |
| 7.        | Erik Lindh Jörgen Persson        | SWE  |
| 8.        | Mikael Appelgren Jan-Ove Waldner | SWE  |

## Damer

### Single
| Placering | Udøvere            | Land |
| --------- | ------------------ | ---- |
| 1.        | Chen Jing          | CHN  |
| 2.        | Li Huifen          | CHN  |
| 3.        | Jiao Zhimin        | CHN  |
| 4.        | Marie Hrachová     | TCH  |
| 5.        | Fljura Bulatova    | URS  |
| 6.        | Valentina Popova   | URS  |
| 7.        | Bettine Vriesekoop | NED  |
| 8.        | Hong Cha-ok        | KOR  |

### Double
| Placering | Udøvere                               | Land |
| --------- | ------------------------------------- | ---- |
| 1.        | Hyun Jung-hwa Yang Young-ja           | KOR  |
| 2.        | Chen Jing Jiao Zhimin                 | CHN  |
| 3.        | Jasna Fazlić Gordana Perkučin         | YUG  |
| 4.        | Mika Hoshino Kiyomi Ishida            | JPN  |
| 5.        | Marie Hrachová Renáta Kasalová        | TCH  |
| 6.        | Fljura Bulatova Olena Kovtun          | URS  |
| 7.        | Mirjam Kloppenburg Bettine Vriesekoop | NED  |
| 8.        | Csilla Bátorfi Edit Urbán             | HUN  |